# ويليام ويلسون (لاعب كرة قدم)
ويليام ويلسون (بالإنجليزية: William Wilson)‏ (1 يناير 1915 بشفيلد في المملكة المتحدة - ) هو لاعب كرة قدم بريطاني في مركز نصف الجناح. لعب مع برادفورد سيتي وNewark Town F.C. ‏.